# قائمة الأفلام المصرية سنة 1976
هذه قائمة بالأفلام المصرية لسنة 1976 مرتبة أبجديا

## 1976
- عودة الابن الضال
- المذنبون
- بعيد عن الأرض
- رحلة الأيام
- أخواته البنات
- حافية على جسر الذهب
- دائرة الانتقام
- عالم عيال عيال
- فيفا زلاطا
- وبالوالدين إحسانا
- لمن تشرق الشمس
- وجهاً لوجه